# La Proclamation des Portes

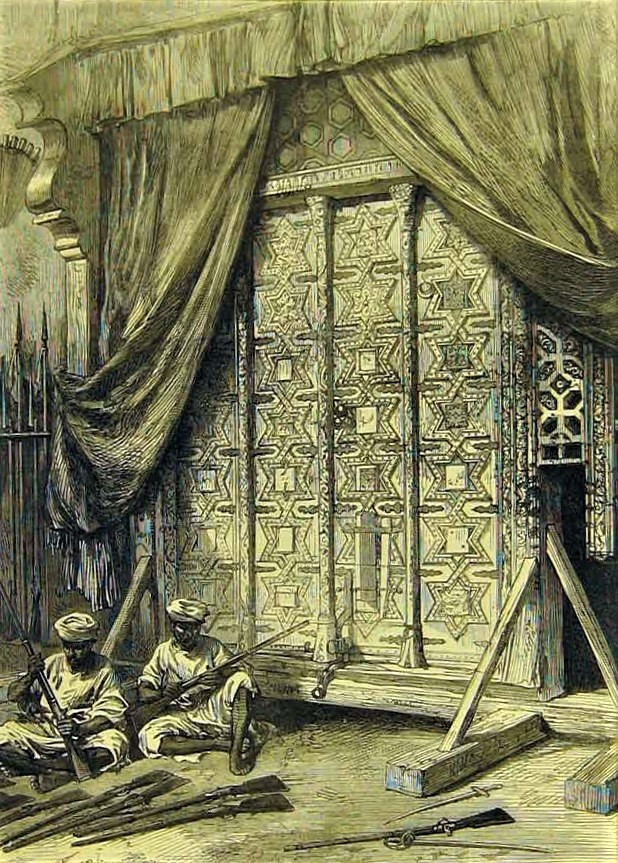
Les portes de la tombe de Mahmud de Ghazni conservées dans l'Arsenal du Fort d'Agra, Illustrated London News, 1872.

La Proclamation des Portes était un ordre émis en 1842 par Lord Ellenborough, alors gouverneur général des Indes, pendant la bataille de Kaboul (en). Cet ordre exigeait que les troupes de Jat rapportent de Ghazni les portes que Mahmud aurait prises après sa destruction du temple de Somnath quelque part à Prabhas Patan (en), en Gujarat quelque 800 ans plus tôt et les auraient installées comme portes de son mausolée. Cette allégation s’est par la suite révélée fausse. La base de cet ordre n'est pas claire, car ni les sources turco-persanes ni les sources indiennes ne mentionnent de telles portes. Selon Romila Thapar, « s'il y avait des portes » quelque part, il « aurait pu s'agir de portes de fort ». Cet ordre, déclare Thapar, est mieux considéré comme un exemple de la façon dont « l'intervention coloniale en Inde » était perçue dans les années 1840, ou peut-être comme une demande de l'empereur sikh Ranjit Singh d'aider les Britanniques dans leur campagne à Kaboul.

## Description
En 1842, Edward Law a publié sa Proclamation des portes, dans laquelle il a ordonné à l'armée britannique en Afghanistan de revenir via Ghazni et de rapporter en Inde les portes en bois de santal de la tombe de Mahmoud de Ghazni à Ghazni, en Afghanistan. On pense que ceux-ci ont été pris par Mahmud de Somnath. Sous les instructions d'Ellenborough, le général William Nott (en) enleva les portes en septembre 1842. Tout un régiment de cipayes, la 6th Jat Light Infantry (en), fut chargé de ramener les portes en Inde.
À l'arrivée, les portes se sont avérées non pas de conception gujarati ou indienne, ni en santal, mais en bois de Deodar (originaire de Ghazni) et donc non authentiques de Somnath,. Ils ont été placés dans le magasin d'arsenal du fort d'Agra où ils se trouvent encore aujourd'hui,. Il y a eu un débat à la Chambre des Communes à Londres en 1843 sur la question des portes du temple et le rôle d'Ellenbourough dans l'affaire,. Après de nombreux tirs croisés entre le gouvernement britannique et l'opposition, tous les faits tels que nous les connaissons ont été exposés.

## Héritage
Dans le roman du XIXe siècle La Pierre de lune de Wilkie Collins, le diamant du titre est présumé avoir été volé dans le temple de Somnath et reflète, selon l'historienne Romila Thapar, l'intérêt suscité en Grande-Bretagne par les portes.